# Poniatowski

Stemma di Casa Poniatowski

Poniatowski (plurale: Poniatowscy) è il cognome di una famiglia della szlachta polacca (la nobiltà). Dato che gli aggettivi polacchi hanno forme diverse per i generi, Poniatowska è il corrispondente cognome utilizzato per i membri femminili della famiglia.

## Storia

### Origini
La famiglia Poniatowski divenne importante nel XVIII e XIX secolo. La prima informazione riguardo alla casata risale alla fine del XV secolo, quando apparvero a Poniatowa, 40 km a ovest di Lublino, intorno al 1446. Il cognome della famiglia deriva dal luogo d'origine. Poniatowa fu la residenza di diversi rami della famiglia Poniatowski: Tłuk, Jarasz e Ciołek.
Alcune fonti asseriscono che i Poniatowski discenderebbero da un ramo stabilitosi nel XVII secolo in Polonia dei Torelli, antica famiglia aristocratica originaria di Ferrara. Giuseppe Salinguerra, figlio di Salinguerra e membro dei Torelli, si sarebbe stabilito nel 1650 in Polonia, dove sposò Sofia Sreniawa, signora di Poniatow, e assunse il cognome di Poniatowski dalla proprietà di Poniatow della moglie, figlia di Albert Poniatowski e Anna Leszczyńska.
Recenti studi storici considerano questa ricostruzione poco credibile; bisogna infatti considerare che nel XVIII secolo vantare antenati italiani era una "moda" piuttosto diffusa nella nobiltà polacca. In ogni caso, Stanislao Poniatowski si riteneva membro della suddetta famiglia e riconobbe come suoi parenti i Torelli d'Italia, decorando molti di essi dei supremi ordini equestri di San Stanislao e dell'Aquila Bianca.

### Stanislao II Augusto re
Alle elezioni del 7 settembre 1764 a Wola, Stanislao Poniatowski fu eletto Re di Polonia, con il nome di Stanislao II. Nello stesso anno, il Sejm dell'Incoronazione assegnò alla famiglia Poniatowski il titolo di Principi di Polonia.

## Membri
Tra i membri più conosciuti vi sono:
- Stanisław Poniatowski (1676-1762), Podstoli, tesoriere, generale, Regimentarz
- Kazimierz Poniatowski (1721-1800), generale, Grande Podkomorzy
- Ludwika Maria Poniatowska (1728-1781), sposata con Jan Jakub Zamoyski
- Izabella Poniatowska (1730-1801), sposata con Jan Klemens Branicki
- Stanisław August Poniatowski (1732-1798), Re di Polonia
- Andrzej Poniatowski (1735-1773), generale, Maresciallo d'Austria
- Michał Jerzy Poniatowski (1736-1794), Primate di Polonia
- Konstancja Poniatowska (1759-1830), sposata con Ludwik Tyszkiewicz
- Józef Antoni Poniatowski (1763-1813), generale, Maresciallo di Francia
- Stanisław Poniatowski (1754-1833), Duca, Gran Tesoriere
- Giuseppe Poniatowski (1816-1873), diplomatico del Granducato di Toscana, compositore, senatore francese.
- Michel Poniatowski (1922 - 2002), politico francese
- Elena Poniatowska (1932), giornalista messicana, autrice e professoressa.
- Prince Philippe Poniatowski (1923), viticoltore

## Galleria d'immagini

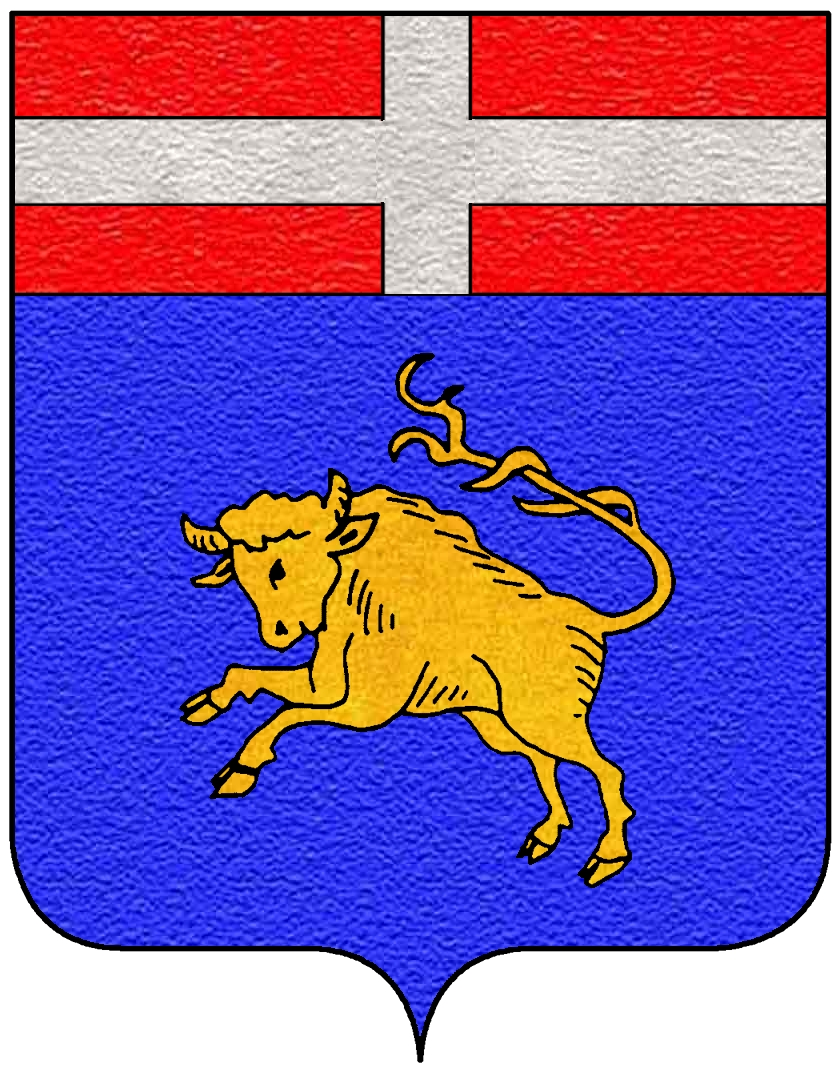
Stemma dei Torelli
Stemma di Casa Poniatowski
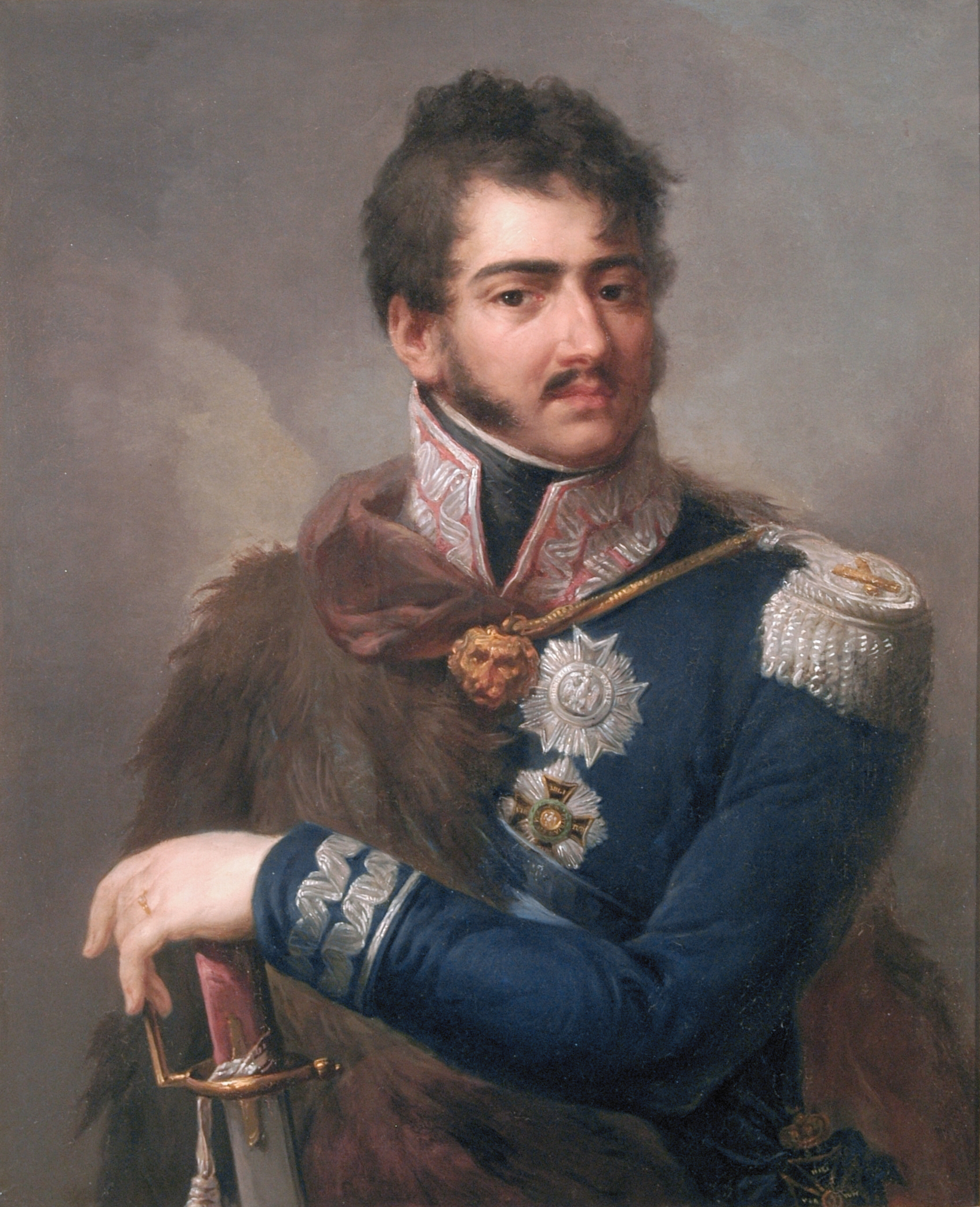
Józef Antoni Poniatowski ritratto da Josef Grassi
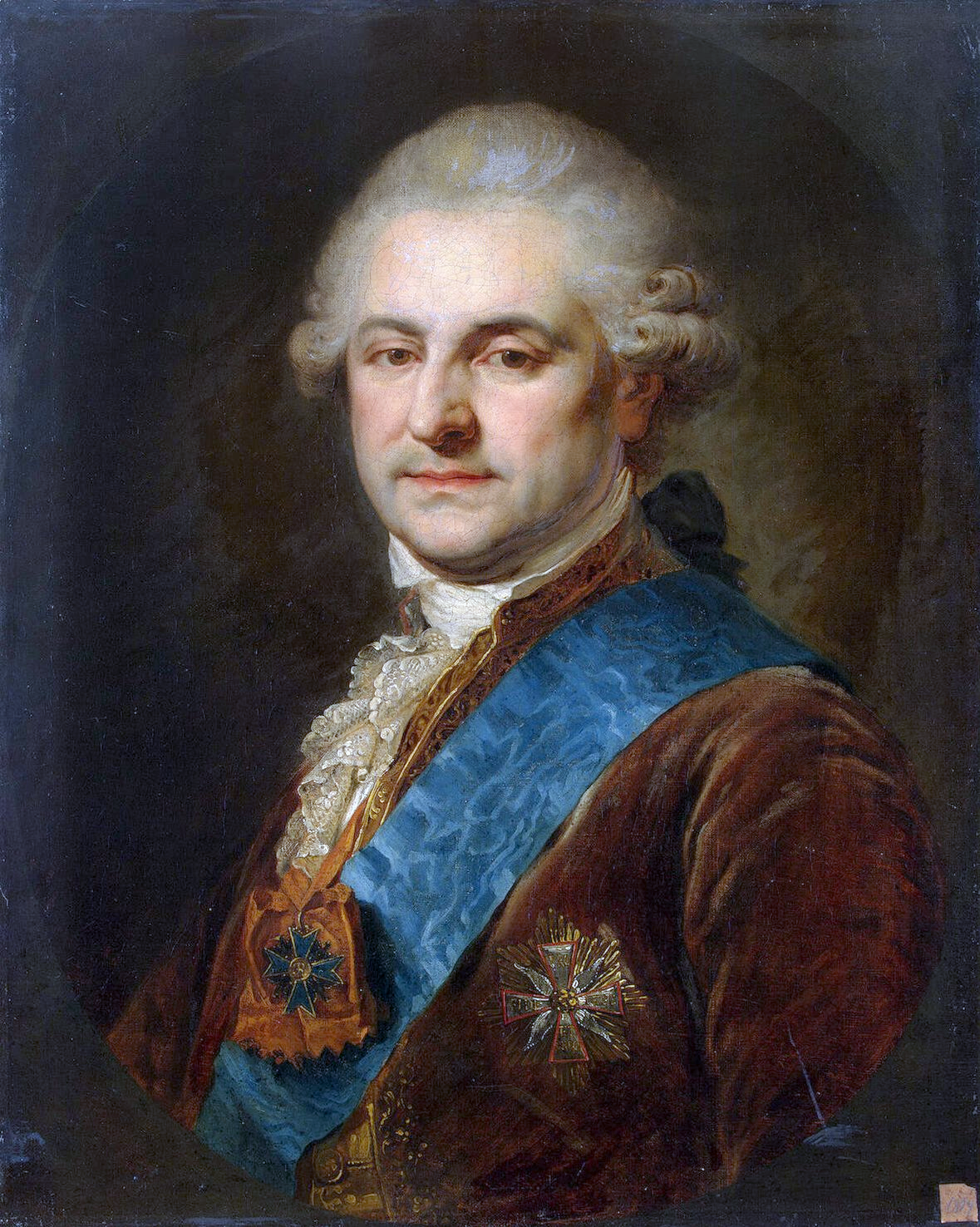
Ritratto di Stanislao II Augusto Poniatowski di Giovanni Battista Lampi, dopo il 1788.